# Masate
Masate település Olaszországban, Lombardia régióban, Milánó megyében. Lakosainak száma 3779 fő (2023. január 1.). Masate Basiano, Cambiago, Inzago, Pozzo d’Adda és Gessate községekkel határos.

## Népesség
A település lakossága az elmúlt években az alábbi módon változott:
| Lakosok száma | 3455 | 3477 | 3514 | 3779 |
|               | 2013 | 2017 | 2018 | 2023 |